# 도쿄 복지대학
도쿄 복지대학(東京福祉大学, Tokyo University of Social Welfare)은 도쿄도 도시마구에 있는 일본의 사립 대학이다. 2000년에 설립되었다.

## 학부 및 학과
- 사회복지학부
  - 사회복지학과
  - 보육아동학과
- 교육학부
  - 교육학과
- 심리학부
  - 심리학과